# 谷村新司のテレビ裸の王様
『谷村新司のテレビ裸の王様』（たにむらしんじのテレビはだかのおうさま）は、1993年4月8日から同年9月23日まで日本テレビ系列局で放送されていた読売テレビ制作のバラエティ番組である。谷村新司の冠番組。放送時間は毎週木曜 21:00 - 21:54 (JST) 。

## エンディングテーマ
- 感じる時間（作詞・作曲・歌：谷村新司）

| 日本テレビ系列・読売テレビ製作 木曜21:00 - 21:54            | 日本テレビ系列・読売テレビ製作 木曜21:00 - 21:54   | 日本テレビ系列・読売テレビ製作 木曜21:00 - 21:54     |
| 前番組                                                      | 番組名                                             | 次番組                                               |
| ----------------------------------------------------------- | -------------------------------------------------- | ---------------------------------------------------- |
| ドラマシティ'92→'93 ※21:00 - 22:54 （1992.4.2 - 1993.3.25） | 谷村新司のテレビ裸の王様 （1993.4.15 - 1993.9.16） | 板東英二のズバリ!直球勝負 （1993.10.21 - 1994.3.17） |

| スタブアイコン | サブスタブ | この項目は、まだ閲覧者の調べものの参照としては役立たない、テレビ番組に関連した書きかけの項目です。この項目を加筆・訂正などしてくださる協力者を求めています（P:テレビ/PJ:放送または配信の番組）。 |